# Mitzes Asanes da Bulgária
Mitzes Asanes (em grego: Μυτζῆς Ασάνης; romaniz.: Mytzes Asánes; em búlgaro: Мицо Асен; romaniz.: Mitso Asen) foi o imperador da Bulgária entre 1256 e 1257.

## Reino
Mitzes ascendeu ao trono por causa de seu casamento com Maria, uma filha de João Asen II com Irene Comnena de Epiro. As datas de seu nascimento e morte são desconhecidas e sua história é pouco documentada. Sabe-se que nem o seu nome (que é encontrado em contextos oficiais e não é um diminutivo de "Miguel") e nem sua carreira, descrita em fontes bizantinas, permitem uma identificação clara com Miguel, o filho do príncipe rus' e bano húngaro Rostislau III da Novogárdia e nem com nenhum outro membro da casa de Chernihiv. É provável que, como seu sucessor, Constantino Tico, Mitzes tenha adotado o nome "Asen" depois de sua ascendência ao trono.
Ele se tornou imperador depois da morte do primo de sua esposa, Colomano Asen II em 1256. Embora tenha conseguido algum apoio na capital, Tarnovo, e em Preslava, Mitzes teve que enfrentar a hostilidade da maior parte da nobreza das províncias. Depois de uma obscura (e fracassada) campanha contra Teodoro II Láscaris do Império de Niceia, Mitzes perdeu o controle até mesmo de seus súditos.
Em 1257, quando a nobreza proclamou Constantino Tico imperador no seu lugar, Mitzes e sua família fugiram da capital e tentaram resistir, primeiro a partir de Preslava e depois, de Mesembria. Em troca de asilo político e de terras, Mitzes entregou Mesembria e suas imediações ao imperador Miguel VIII de Niceia e desertou. Suas novas posses se localizavam na Trôade, para onde ele se mudou com a família. A data de sua morte é desconhecida, mas é provável que ele já não estivesse mais vivo em 1277/1278 quando seu filho, João Asen III, foi proposto como candidato ao trono búlgaro pelo imperador Miguel VIII.

## Família
De seu casamento com Maria, Mitzes teve dois filhos:
- João Asen III, imperador da Bulgária entre 1279 e 1280.
- Maria Ceratza, que se casou com Jorge Terter I da Bulgária.